# Estadio Matmut Atlantique
El Estadio Matmut Atlantique (también nombrado Stade Bordeaux-Atlantique) es un estadio de fútbol situado en la ciudad francesa de Burdeos. Su construcción se inició en 2013 tras poner la primera piedra el día 15 de abril. El prestigioso grupo de arquitectos Herzog & de Meuron fue el encargado de la obra que fue finalizada en 2015. Tiene una capacidad de 42.115 espectadores y su superficie es de hierba.
Es la nueva sede del club de fútbol francés, Football Club des Girondins de Bordeaux, que cambió de sede sustituyendo al Stade Jacques Chaban-Delmas. El partido inaugural se disputó el 23 de mayo de 2015, en la penúltima jornada de la temporada 2014/15 de la liga francesa en la que el Girondins se enfrentó al Montpellier HSC.
El Matmut Atlantique fue una de las sedes de la Eurocopa 2016 de fútbol y de la Copa Mundial de Rugby de 2023, ambas disputadas en Francia.

## Eventos disputados

### Eurocopa 2016
- El estadio albergó cinco partidos de la Eurocopa 2016.
| Fecha               | Selección #1 | Resultado       | Selección #2 | Ronda                 | Espectadores |
| ------------------- | ------------ | --------------- | ------------ | --------------------- | ------------ |
| 11 de junio de 2016 | Gales        | 2 - 1           | Eslovaquia   | Primera fase, Grupo B | 37 831       |
| 14 de junio de 2016 | Austria      | 0 - 2           | Hungría      | Primera fase, Grupo F | 34 424       |
| 18 de junio de 2016 | Bélgica      | 3 - 0           | Irlanda      | Primera fase, Grupo E | 39 493       |
| 21 de junio de 2016 | Croacia      | 2 - 1           | España       | Primera fase, Grupo D | 37 245       |
| 2 de julio de 2016  | Alemania     | 1 - 1 (6–5 pen) | Italia       | Cuartos de final      | 38 764       |

## Imágenes

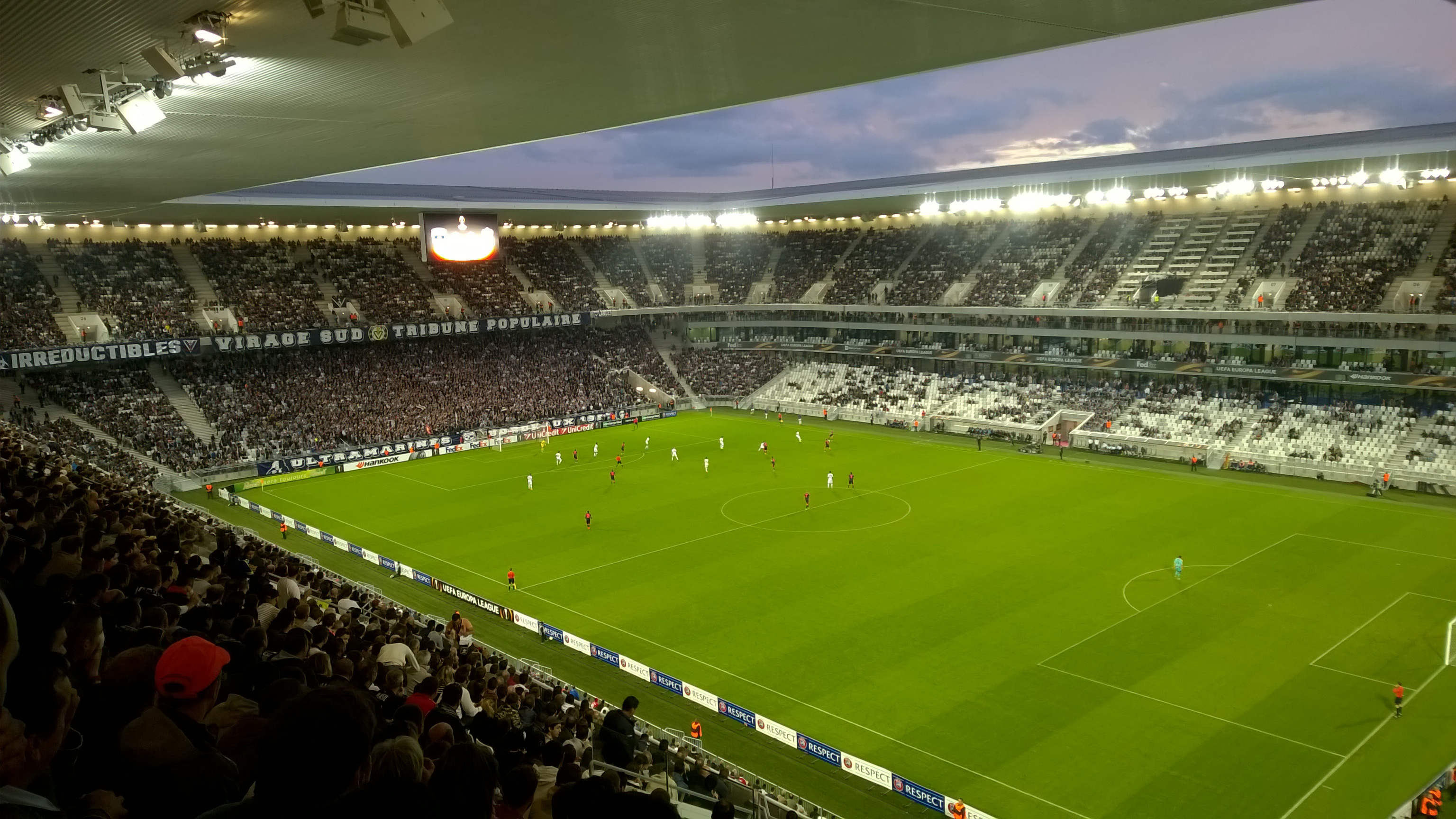
Vista interior
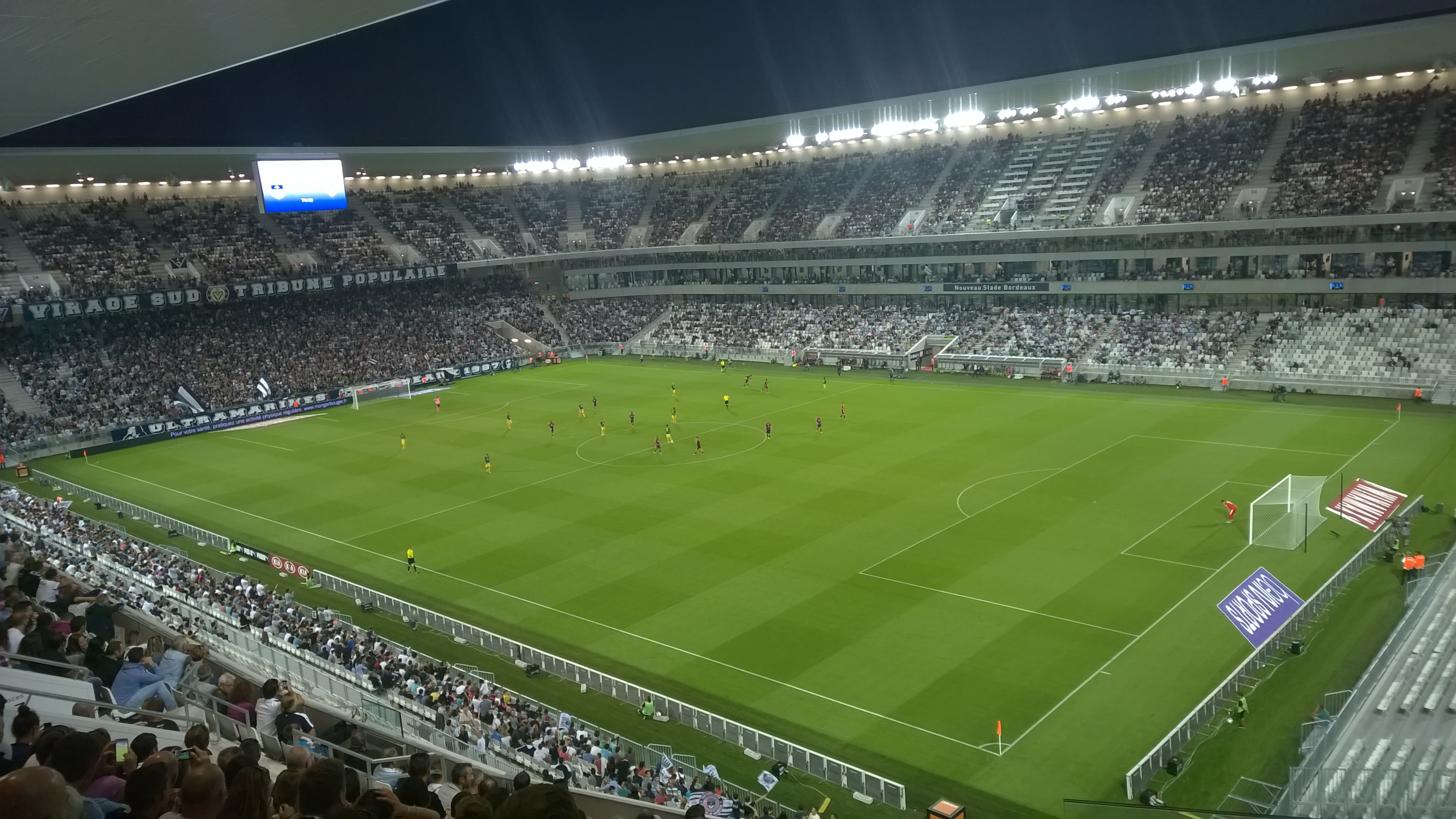
Vista interior
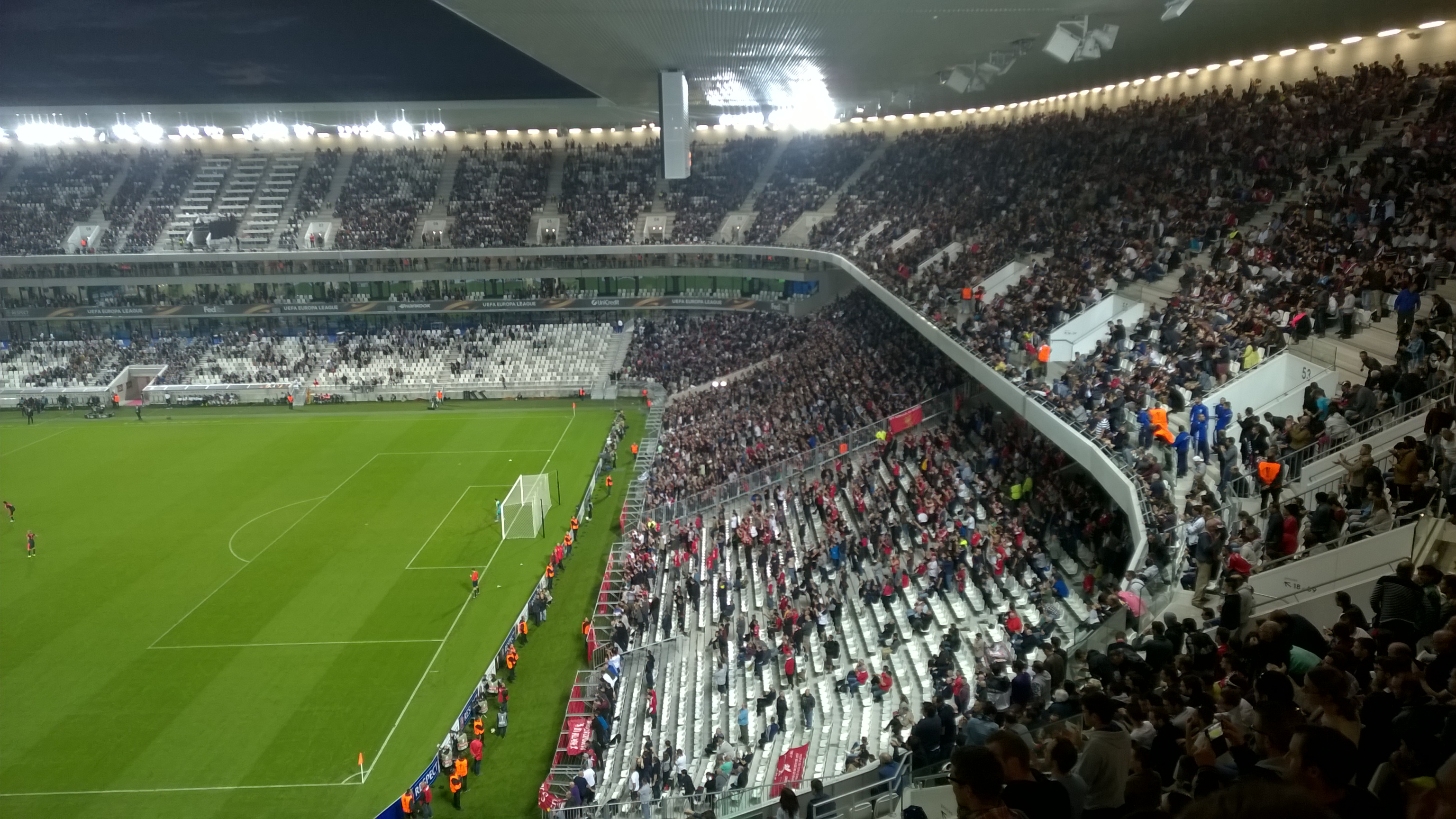
Vista interior